# Jürgen Walter (Politiker, 1957)

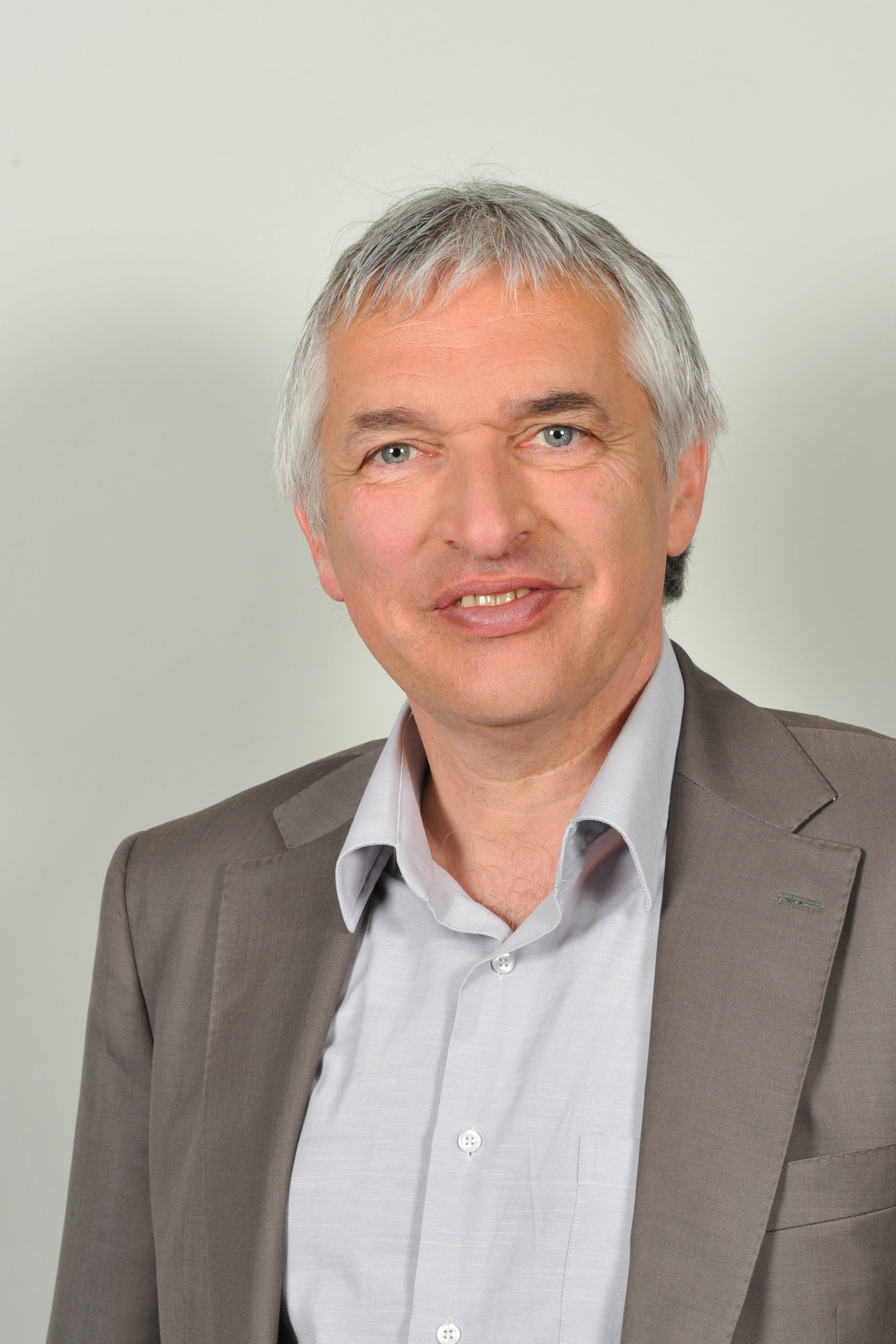
Jürgen Walter

Jürgen Walter (* 11. Mai 1957 in Stuttgart) ist ein deutscher Politiker (Bündnis 90/Die Grünen). Von 1992 bis 2021 war er Abgeordneter im Landtag von Baden-Württemberg.

## Leben
Nach dem Abitur in Ludwigsburg studierte Jürgen Walter Anglistik und Germanistik in Stuttgart und Eugene, Oregon. Danach war er bis zu seiner Wahl in den Landtag sechs Jahre im Ludwigsburger Scala tätig und hat dort hauptsächlich Jazzkonzerte und Kabarettabende organisiert. Bis 1993 war er Geschäftsführer der Firma Ecotopia Productions in Ludwigsburg. Walter lebt in Asperg und ist Vater eines Kindes.
Politisch engagiert er sich bei den Grünen seit 1983. Von 1983 bis 1991 war er Ortsvorsitzender der Grünen in Asperg, von 1989 bis 2011 Gemeinderat in Asperg, von 1989 bis 1992 war er Mitglied des Kreistags in Ludwigsburg. 1999 wurde er Sprecher des Kreisvorstands Ludwigsburg. 2006 schied er aus dem Kreisvorstand aus.
Bei der Landtagswahl 1992 wurde Walter über ein Zweitmandat im Wahlkreis Ludwigsburg als Abgeordneter in den Landtag von Baden-Württemberg gewählt, das er 1996, 2001, 2006 und 2011 verteidigen konnte. Von 2006 bis 2011 war er dort Sprecher seiner Fraktion für die Bereiche Medien, Europa, Sport. Von 2011 bis 2016 war er Staatssekretär im Ministerium für Wissenschaft, Forschung und Kunst im Kabinett Kretschmann I. Bei der Landtagswahl 2016 konnte er erstmals das Direktmandat in seinem Wahlkreis gewinnen. In der 16. Wahlperiode war er Mitglied im Umwelt- und im Bildungsausschuss. Er war Mitglied des VfB-Stuttgart-Fanclubs im Landtag.
Bei der Landtagswahl 2021 trat er nach  Querelen und Kritik an seinem parteiinternen Kommunikationsstil nicht erneut an.